# 피어슨긴발톱땃쥐
피어슨긴발톱땃쥐(Solisorex pearsoni)는 땃쥐과에 속하는 포유류의 일종이다. 피어슨긴발톱땃쥐속(Solisorex)의 유일종이다. 스리랑카의 토착종이다. 자연서식지는 아열대 또는 열대 기후 지역의 건조림과 건조한 저지대 초원이다. 서식지 감소로 멸종 위협에 놓여 있다.